# Meti Aut
Meti Aut (Metiaut) ist ein osttimoresischer Suco im Verwaltungsamt Cristo Rei (Gemeinde Dili). „Metiaut“ bedeutet auf Mambai „Korallenriff“.

## Geographie

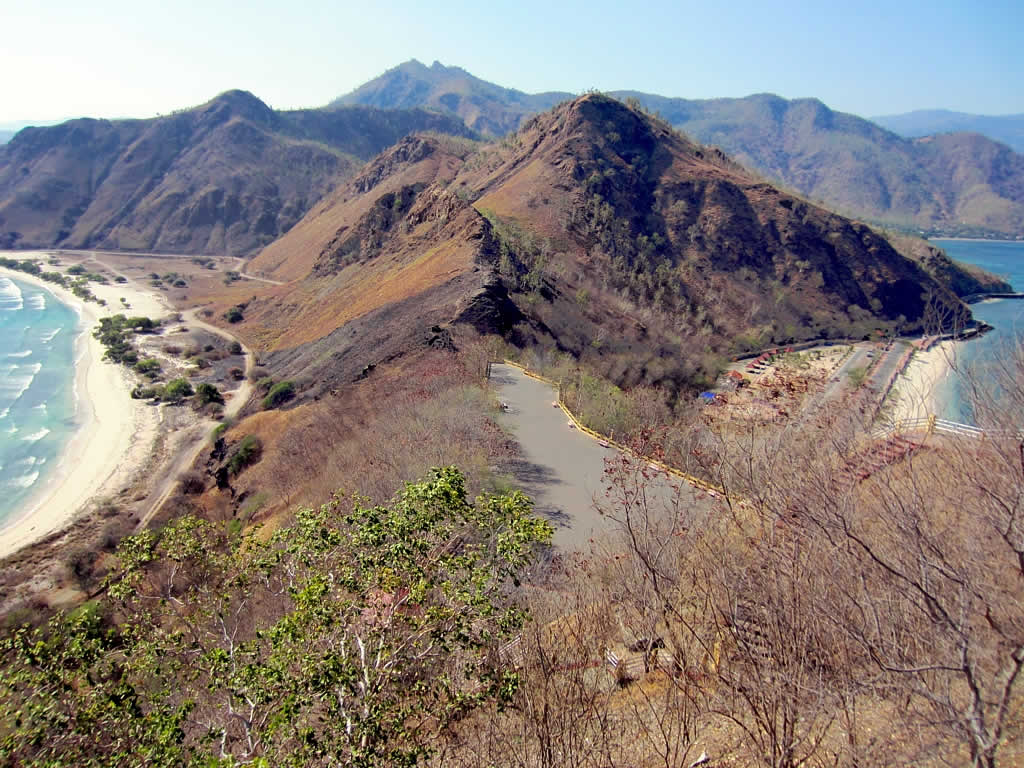
Kap Fatu Cama vom Cristo Rei aus

Meti Aut liegt im Nordwesten des Verwaltungsamts Cristo Rei, am Ostende der Bucht von Dili. Der Suco hat eine Fläche von 4,61 km². Bis 2004 gehörte der Suco noch zum Subdistrikt Nain Feto. Südlich befinden sich die Sucos Bidau Santana und Camea, östlich der Suco Hera. Der Suco Meti Aut teilt sich in die drei Aldeias 17 de Abril, Carungu Lau und Fatu Cama.
Entlang der Küste liegen von Nordost nach Südwest die Stadtteile Areia Branca, Bekaril und Meti Aut. In 17 de Abril gibt es eine Grundschule. Am Kap Fatu Cama, der Nordspitze des Sucos, befindet sich die monumentale Jesusstatue Cristo Rei. Die Strände Praia de Cristo Rei und Areia Branca, südlich der Jesusstatue, sind ein beliebtes Ausflugsziel der Einwohner Dilis. Im Westen des Ortsteils Meti Aut liegt an der Küstenstraße der kleine Park Jardim Meti Aut. Aus dem Kap Fatu Cama steigt eine Hügelkette entlang der Grenze zu Hera an bis zum Berg Cacusa (494 m).

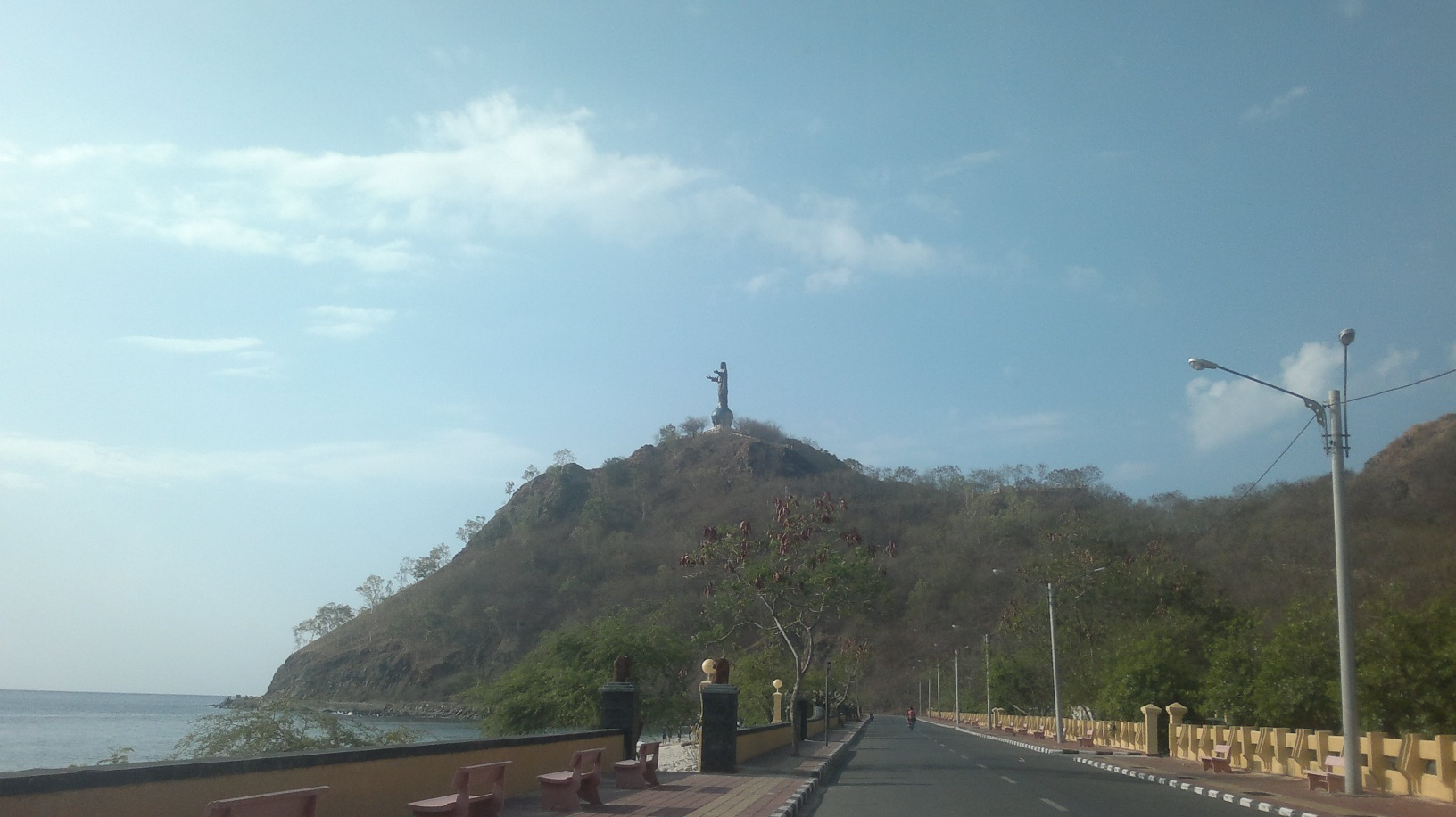
Blick auf die Cristo Rei-Statue vom Praia de Cristo Rei aus
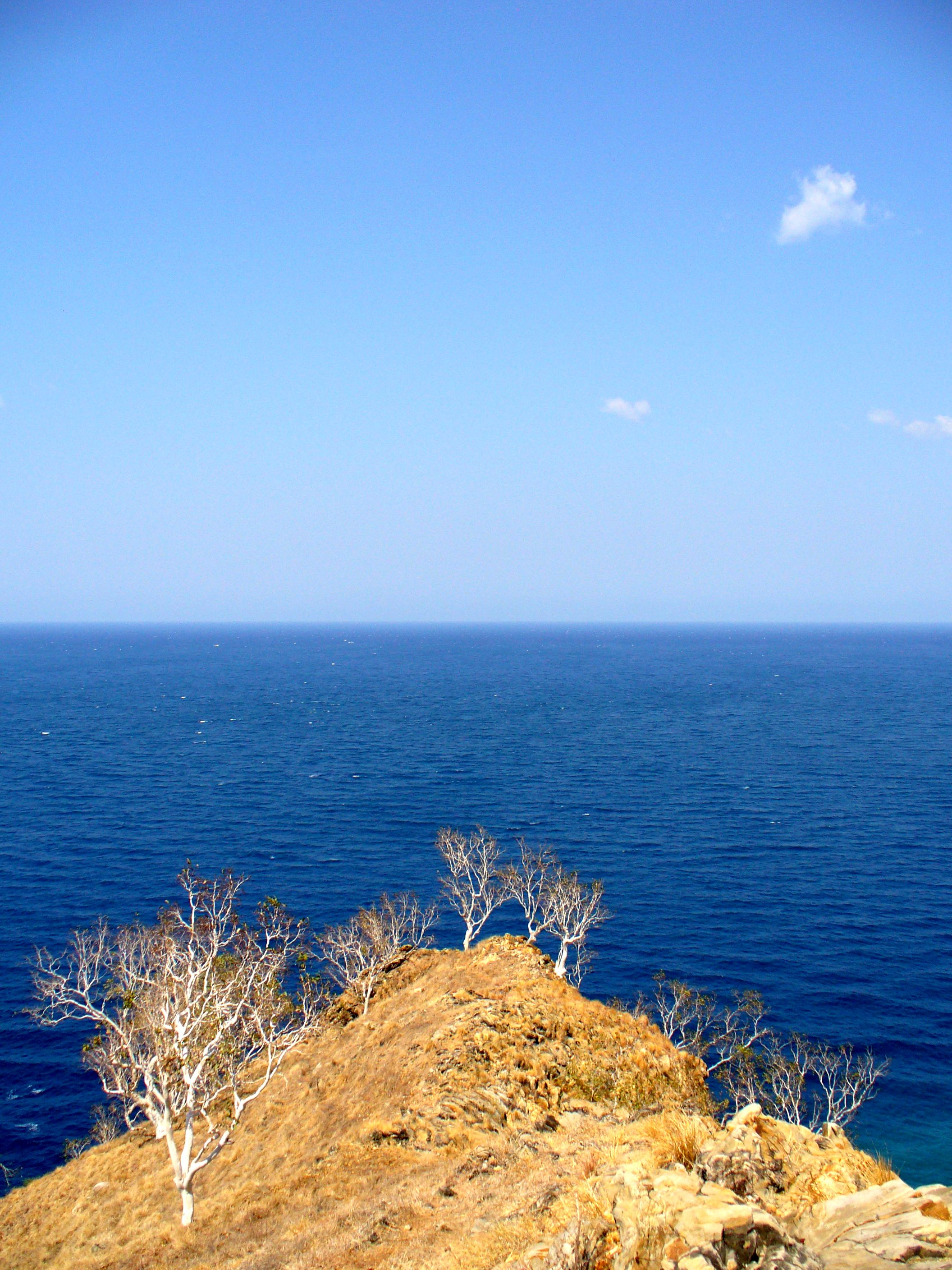
Kap Fatu Cama
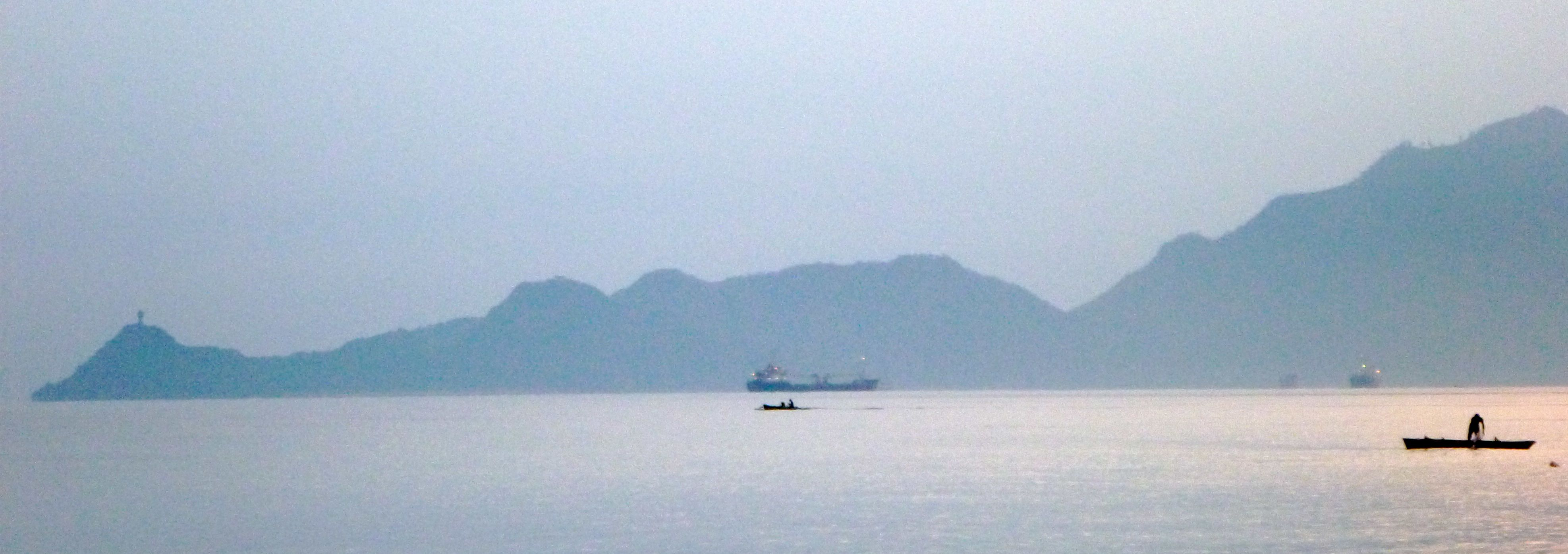
Blick auf das Capa Fatu Cama von Dili aus. Die Halbinsel hat die Silhouette eines Krokodilkopfs. Auf der Nasenspitze balanciert die Cristo Rei-Statue

## Einwohner

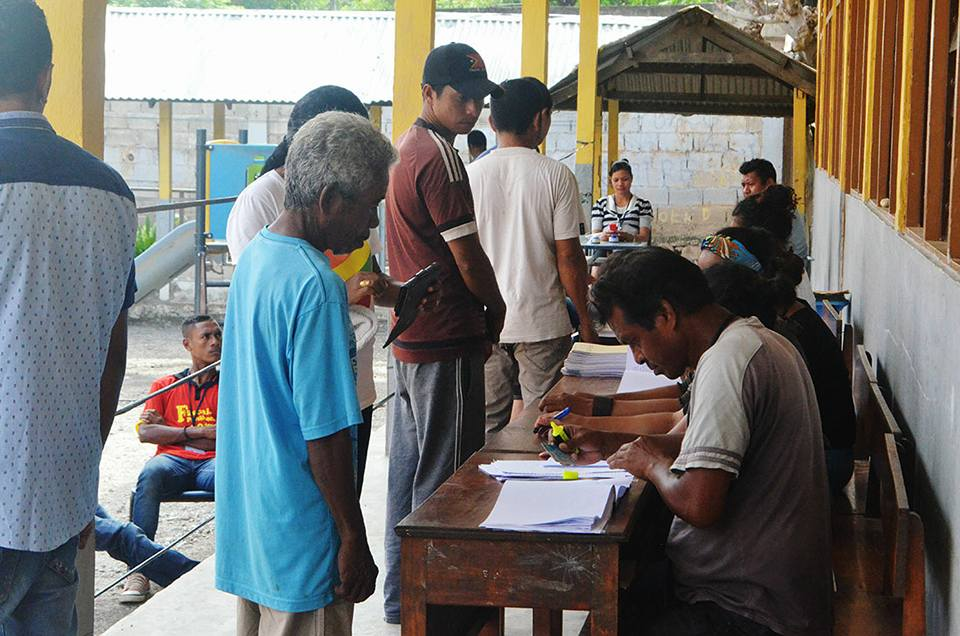
Wähler in der Grundschule Meti Aut (2017)

In Meti Aut leben 2.706 Einwohner (2022), davon sind 1.388 Männer und 1.318 Frauen. Die gesamte Bevölkerung wohnt in einer urbanen Umgebung. Im Suco gibt es 475 Haushalte. Fast 72 % der Einwohner geben Tetum Prasa als ihre Muttersprache an. Fast 17 % sprechen Mambai, 2 % Makasae, Minderheiten Kemak, Naueti, Galoli oder Baikeno.

## Geschichte

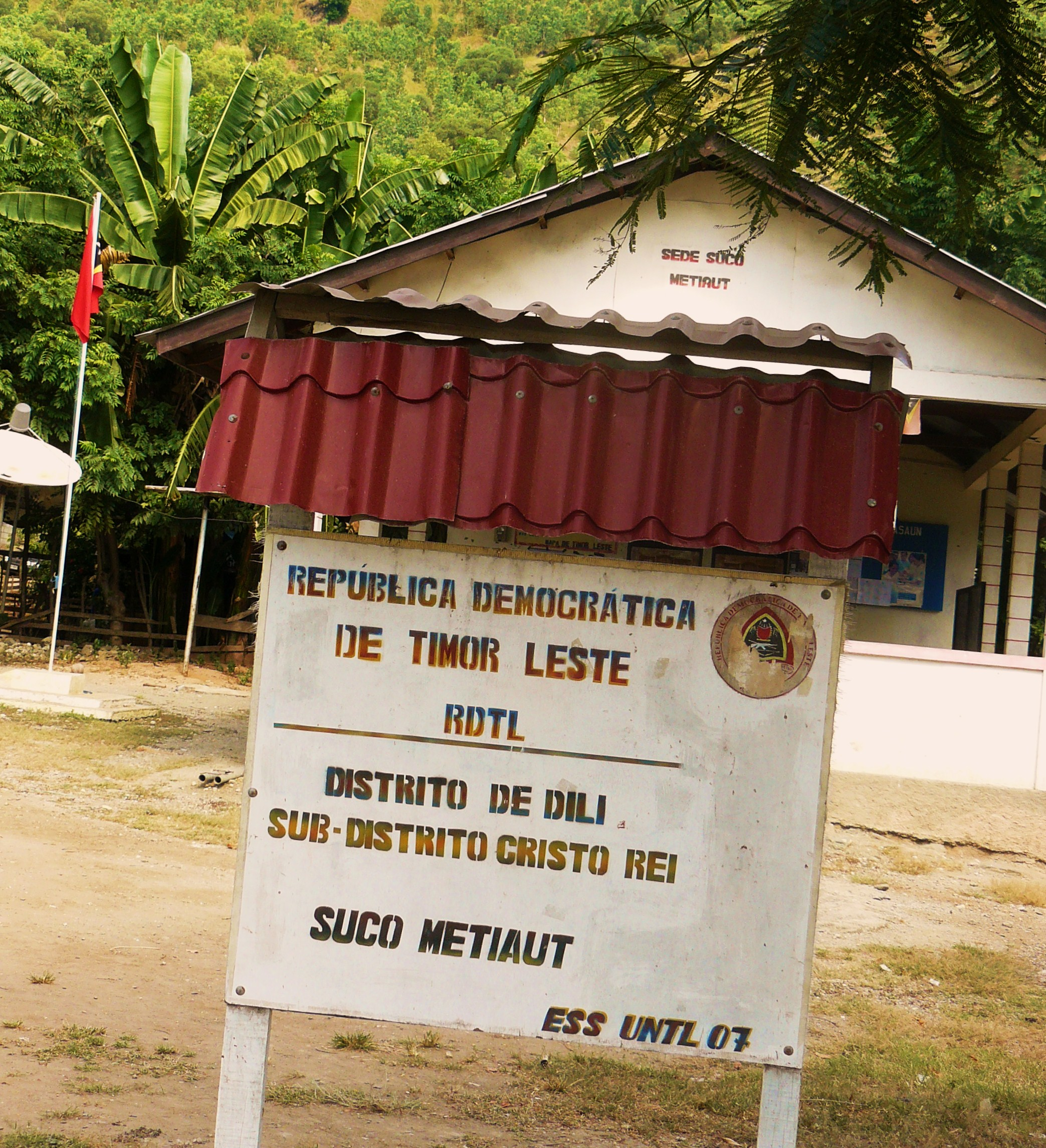
Sitz des Sucos Meti Aut

Friedensnobelpreisträger José Ramos-Horta hat in Meti Aut sein Wohnsitz. Hier wurde er beim Attentat vom 11. Februar 2008 schwer verletzt.

## Politik
Bei den Wahlen von 2004/2005 wurde Julião da C. Xavier zum Chefe de Suco gewählt. Bei den Wahlen 2009  gewann Julio da Costa Xavier. und wurde 2016 in seinem Amt bestätigt.